# Nyanzagierzwaluw
De nyanza-gierzwaluw (Apus niansae) is een vogel uit de familie van de gierzwaluwen (Apodidae).

## Verpreiding
Er zijn twee ondersoorten:
- A. n. niansae (Eritrea en Ethiopië tot in Tanzania)
- A. n. somalicus (Noord-Somalië)

## Status
Sommige populaties zijn standvogel, andere, zoals die van Ethiopië trekken 's winters naar Kenia en Tanzania.
De grootte van de populatie is niet gekwantificeerd, maar bijvoorbeeld de populatie in Bonde la Ufa is nog talrijk. Om deze redenen staat deze Afrikaanse gierzwaluw als niet bedreigd op de Rode Lijst van de IUCN.<ref